# 2974 Holden
2974 Holden este un asteroid din centura principală, descoperit pe 23 august 1955 de Goethe Link Obs..